# Віклі (округ, Теннессі)
Шаблон:StateAbbr_ 36°17′ пн. ш. 88°43′ зх. д. / 36.29° пн. ш. 88.72° зх. д.
Округ  Віклі (англ. Weakley County) — округ (графство) у штаті  Теннессі, США. Ідентифікатор округу 47183.

## Історія
Округ утворений 1823 року.

## Демографія
За даними перепису 2000 року загальне населення округу становило 34895 осіб, зокрема міського населення було 9975, а сільського — 24920. Серед мешканців округу чоловіків було 16924, а жінок — 17971. В окрузі було 13599 домогосподарств, 9125 родин, які мешкали в 14928 будинках. Середній розмір родини становив 2,89.
Віковий розподіл населення поданий у таблиці:
| Стать    | До 15 років | 15-21 | 22-29 | 30-39 | 40-49 | 50-65 | 65-85 | Понад 85 |
| -------- | ----------- | ----- | ----- | ----- | ----- | ----- | ----- | -------- |
| Чоловіки | 3205        | 2447  | 2054  | 2284  | 2323  | 2627  | 1788  | 196      |
| Жінки    | 2988        | 2679  | 1953  | 2247  | 2307  | 2738  | 2526  | 533      |

## Суміжні округи
- Ґрейвс, Кентуккі — північ
- Генрі — схід
- Керролл — південний схід
- Ґібсон — південний захід
- Обіон — захід
- Гікмен, Кентуккі — північний захід

## Виноски
1. ↑  U.S. Decennial Census. United States Census Bureau. Архів оригіналу за 4 квітня 2018. Процитовано 14 квітня 2015.
2. ↑  Historical Census Browser. University of Virginia Library. Архів оригіналу за 11 серпня 2012. Процитовано 14 квітня 2015.
3. ↑  Forstall, Richard L., ред. (27 березня 1995). Population of Counties by Decennial Census: 1900 to 1990. United States Census Bureau. Архів оригіналу за 21 лютого 2015. Процитовано 14 квітня 2015.
4. ↑  Census 2000 PHC-T-4. Ranking Tables for Counties: 1990 and 2000 (PDF). United States Census Bureau. 2 квітня 2001. Архів оригіналу (PDF) за 18 грудня 2014. Процитовано 14 квітня 2015.
5. ↑  State & County QuickFacts. United States Census Bureau. Архів оригіналу за 24 грудня 2015. Процитовано 7 грудня 2013.(англ.) Наведено за англійською вікіпедією.
6. ↑  American FactFinder. Бюро перепису населення США. Архів оригіналу за 26 лютого 2012. Процитовано 31 січня 2008.

| США | Це незавершена стаття з географії США. Ви можете допомогти проєкту, виправивши або дописавши її. |